# Чок
Чок — висвердлювання отворів уздовж гладких рушничних стволів з перехопленням, яке полягає в тому, що на відстані 4,5—5,5 калібрів від дульного зрізу циліндричний канал стволу переходить у конічний, із падінням похідної від 1/15 до 1/25 калібру; нарешті, в дульній частині, протягом одного калібру, канал ствола знову перетворюється в циліндричний. 
При цьому для рушниць 12 калібру різниця між діаметрами обох циліндричних частин коливається, залежно від системи, між 0,6 та 1,2 мм. В залежності від цієї різниці чоки діляться мисливцями на посилені, повні, половинні і слабкі. Описана система висвердлювання значно збільшує початкову швидкість і купчастість бою дробом. Зі стволів із таким висвердленням можна стріляти і кулею за умови, щоб діаметр її не перевищуватиме діаметра звуженої частини ствола; в продажу є, однак, спеціальні кулі для чок-борів, які складаються зі свинцевого циліндра, який прилажено до дерев'яного рубчатого циліндра дещо збільшеного калібру, який направляє свинцеву частину снаряда і частково оберігає від прориву газів. 
У двоствольних рушниць висвердлювання чоку роблять або для обох стволів, або тільки для лівого. Від описаного висвердлення треба відрізняти чок-райфль, який полягає в прямих нарізах (до 20), з глибиною, яка прогресивно зменшується до дула. Це висвердлення також збільшує купчастість бою. Загальний усім чокам недолік полягає в легкому їхньому свинцюванні, проти чого слід вживати твердіші сорти дробу.